# Alfio Quarteroni
Alfio Maria Quarteroni (Ripalta Cremasca, 30 maggio 1952) è un matematico italiano.

## Biografia
Dopo il conseguimento della laurea in matematica nel 1975 presso l'Università degli Studi di Pavia, dove è stato alunno del Collegio Ghislieri, ha iniziato la carriera scientifica come ricercatore presso l'Istituto di analisi numerica del CNR a Pavia.
Nel 1986 è stato nominato professore ordinario di analisi numerica presso la sede di Brescia dell'Università Cattolica del Sacro Cuore, dove è rimasto fino al 1989, anno in cui si è spostato al Politecnico di Milano, dove è rimasto sino al novembre 2017.
È stato full professor di Matematica presso l'Università del Minnesota a Minneapolis e, dal 1998 al 2017, professore e direttore della cattedra di modellistica e calcolo scientifico presso la scuola politecnica federale di Losanna (EPFL).
Nel 2002 ha fondato il MOX, il Laboratorio di Modellistica e Calcolo Scientifico del Politecnico di Milano e ne è stato primo direttore sino al novembre 2022. Dal MOX è nato nel 2010 lo spin-off MOXOFF, da lui fondato e presieduto. Nel 2010 ha fondato inoltre l'istituto MATHICSE (Mathematical Institute of Computational Science and Engineering) all'EPFL. Nel corso della sua carriera è stato relatore di tesi di 70 allievi di dottorato e di oltre 200 studenti di laurea magistrale in diversi Paesi.
Nel febbraio 2022 è risultato al 48º posto al mondo e al 1º posto in Italia nel ranking Top Mathematics Scientists di research.com.

## Premi e riconoscimenti
Ha ricevuto vari premi e riconoscimenti, fra i quali: 
- NASA - Group Achievement Awards for the pioneering work in Computational Fluid Dynamics nel 1992;
- Premio Agrumello nel 2003;
- SIAM Outstanding Paper Prize nel 2004;
- International Association of Computational Mechanics Fellow Award nel 2004;
- Fanfullino d'oro della Riconoscenza nel 2006 da parte della Città di Lodi nel 2006;
- Premio Capo d'Orlando, da parte del Museo Mineralogico Campano nel 2006;
- SIAM Fellow dal 2009;
- Premio Ghislieri alla carriera nel 2013;
- Premio internazionale Galileo Galilei per le Scienze nel 2015;
- La Euler Lecture 2017;
- Euler Medal da Eccomas (2022).
- Premio Lagrange da ICIAM (2023).
- Blaise Pascal Medal in Mathematics dalla European Academy of Sciences (2024).
- Ritz-Galerkin medal da ECCOMAS (2021-24).

È stato nominato membro delle seguenti Accademie: 
- Accademia Nazionale dei Lincei dal 2004;
- Istituto Lombardo di Scienze e Lettere dal 1995;
- European Academy of Sciences dal 2010;
- Academia Europæa (Accademia d’Europa) dal 2014;
- Accademia delle scienze di Lisbona dal 2018.
- Accademia Italiana di Ingegneria e Tecnologia dal 2023.

Ha ricevuto la Laurea honoris causa in Ingegneria navale dall'Università di Trieste nel 2003. È stato inoltre insignito della Cattedra Galileiana presso la Scuola Normale Superiore a Pisa. A Madrid nell'agosto 2006 ha tenuto una conferenza plenaria al Congresso internazionale dei matematici. Nel 2008 il Consiglio europeo della ricerca (ERC) gli ha ricnosciuto il finanziamento Advanced Grant per il progetto di ricerca «MATHCARD», nel 2012 il finanziamento POC per il progetto «Math to Ward», nel 2015 il finanziamento POC per il progetto «Math4AAARisk» e nel 2017 il finanziamento Advanced Grant per il progetto «iHEART».
È stato membro del Comitato di Selezione delle Medaglie Fields dell’IMU dal 2019 al 2022

## Attività di ricerca
Svolge attività di ricerca nel campo dell'analisi numerica, del calcolo scientifico e dell'approssimazione numerica di problemi differenziali alle derivate parziali, con applicazioni all'ingegneria aerospaziale, all'ingegneria navale, alla geofisica, alla biomeccanica, alla medicina, ai fenomeni di propagazione delle onde elettromagnetiche, acustiche e sismiche, all'utilizzo di modelli matematici per la progettazione architettonica del paesaggio, al miglioramento delle prestazioni sportive.
È autore di 26 libri (pubblicati da Springer, Oxford University Press, Cambridge University Press) scritti in inglese, alcuni tradotti in numerose lingue straniere (fino a 7), editore di 8 libri (pubblicati da Springer, North-Holland Elsevier, American Mathematical Society, De Gruyter), autore di oltre 400 articoli pubblicati in riviste scientifiche internazionali e atti di convegni.
Ha condotto una notevole varietà di progetti di rilevanza industriale, con il comune denominatore di affrontare sistemi complessi attraverso metodologie matematiche innovative. In particolare, il suo gruppo di ricerca ha effettuato le simulazioni aerodinamiche ed idrodinamiche per l'ottimizzazione di Alinghi, l'imbarcazione svizzera vincitrice di due edizioni della Coppa America di Vela nel 2003 e nel 2007. Ha inoltre contribuito allo sviluppo del progetto Solar Impulse promosso da Bertrand Piccard nel 2004 per la realizzazione di un aereo a energia solare in grado di effettuare il giro del mondo.

## Esperienze internazionali
Alfio Quarteroni è stato Professore ordinario di Matematica presso l'Università del Minnesota a Minneapolis (USA) per due anni, dal 1990 al 1992.
È stato direttore scientifico del CRS4 (Centro di Ricerca, Sviluppo e Studi Superiori in Sardegna), un centro internazionale fondato dal premio Nobel Carlo Rubbia, con più di 80 ricercatori, per 5 anni. Dal luglio 1998 a dicembre 2017 è stato Direttore della Chaire de Modélisation et Calcul Scientifique (CMCS) presso l'EPFL.
Nel 2009 è stato nominato primo direttore di CADMOS, Center for Advancement of Modeling Sciences per il Large Scale and High Performance Computing, un'iniziativa congiunta tra Università di Ginevra, Università di Losanna ed EPFL.
È stato o è attualmente membro di diversi comitati scientifici di istituzioni europee, quali: il Comitato scientifico dell'European Mathematical Society (EMS), il comitato scientifico dell'INRIA (Institut National de Recherche en Informatique et en Automatique), il comitato di MATHEON (Mathematics for Key Technologies - Berlino), la Commissione scientifica dell'EPFL, il comitato scientifico dell'Oxford Centre for Nonlinear PDEs dal 2008, l'Advisory Board del Max-Planck-Institut für Mathematik dal 2011, e numerosi altri. È stato visiting professor presso oltre 200 dipartimenti e centri di ricerca internazionali.
Ha partecipato in qualità di «invited speaker» a più di 300 conferenze internazionali.

## Responsabilità editoriale e di valutazione
Alfio Quarteroni è membro del comitato editoriale di 25 riviste internazionali e 2 serie di libri, nonché direttore (e fondatore) di due collane di libri pubblicati da Springer.
È stato co-presidente (con P.L. Lions) della rete europea di ricerca AMIF (Applied Mathematics for Industrial Flow Problems), un consorzio di European Science Foundation coinvolgente i laboratori di 11 paesi, presidente del Research Training Network Haemodel che ha coinvolto cinque prestigiose Università appartenenti a diversi paesi all'interno dell'Unione europea. È stato coordinatore nazionale di molti gruppi di ricerca italiani finanziati da MIUR, INDAM, CNR e FIRB.
Ha diretto diversi gruppi di ricerca. Tra gli altri incarichi è stato: Membro del Comitato di consulenza scientifica della EMS (European Mathematical Society) dal 2002, membro del Board of Trustees della Society for Industrial and Applied Mathematics (SIAM) dal 2009, membro del SIAM Fellow Committee dal 2009, Coordinatore Scientifico di SISSA-Mathlab dal 2010, membro del Comitato scientifico del CEN (Centro Europeo di nanomedicina) dal 2011, chairman di ICIAM 2019, membro del Comitato per l’assegnazione delle Medaglie Fields nel 2022.
È stato chairman del pannello di valutazione del Mathematics and Computer Science RTN (EU Research Training Network), Presidente del Comitato di Valutazione per le Scienze Matematiche ed Informatiche del CIVR, Comitato di indirizzo per la Valutazione della Ricerca del Ministero italiano della Ricerca e dell'Università, Presidente del GEV01 "Matematica e Informatica" della VQR 2004-2010, nonché Presidente del hiring Committee per le Scienze Matematiche dell'EPFL dal 2004 al 2009.